# قناة ملاحية مرفوعة

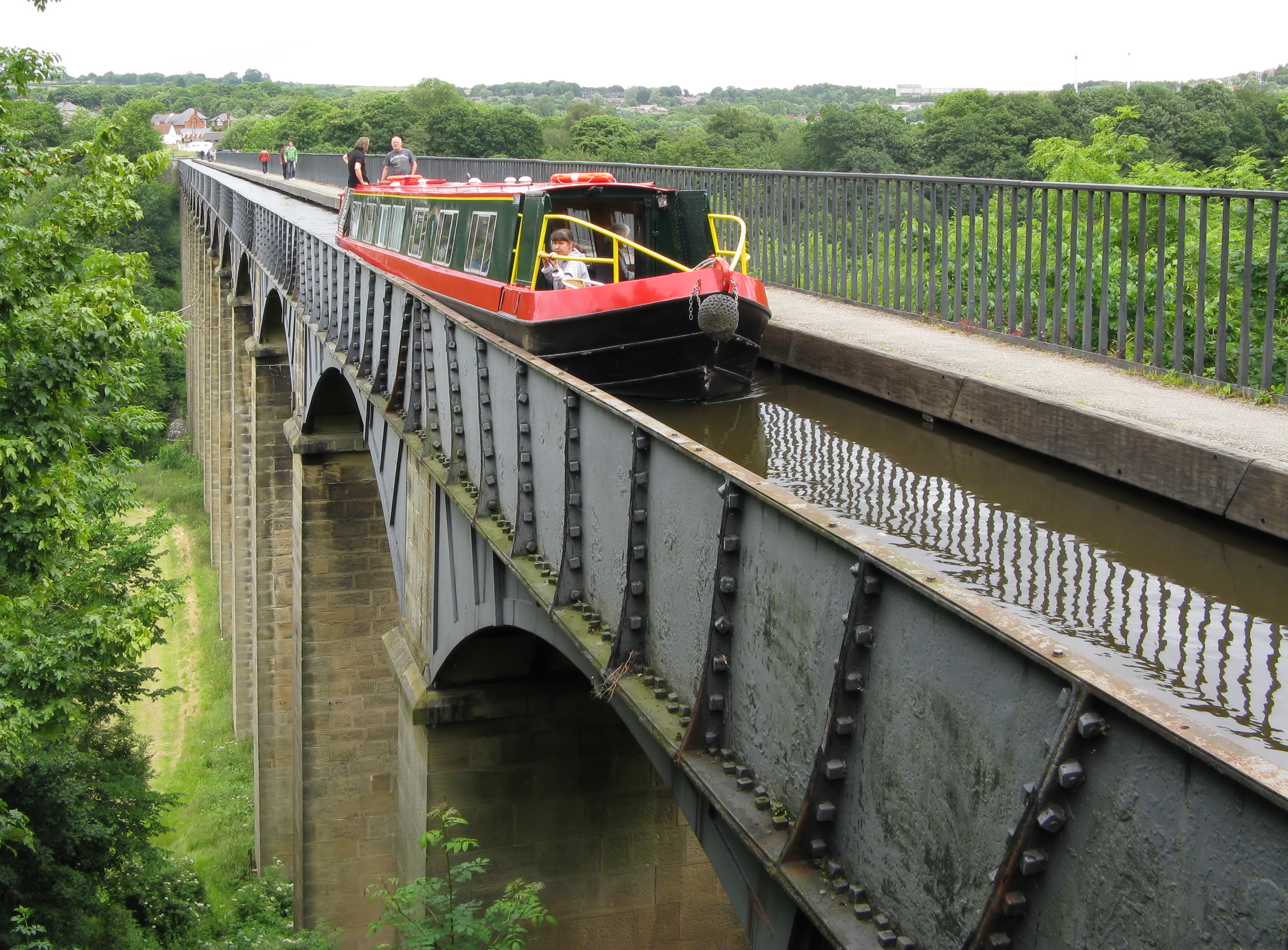
قناة بونتسيسيلت في ويلز، تم إدراجها على قائمة التراث العالمي.

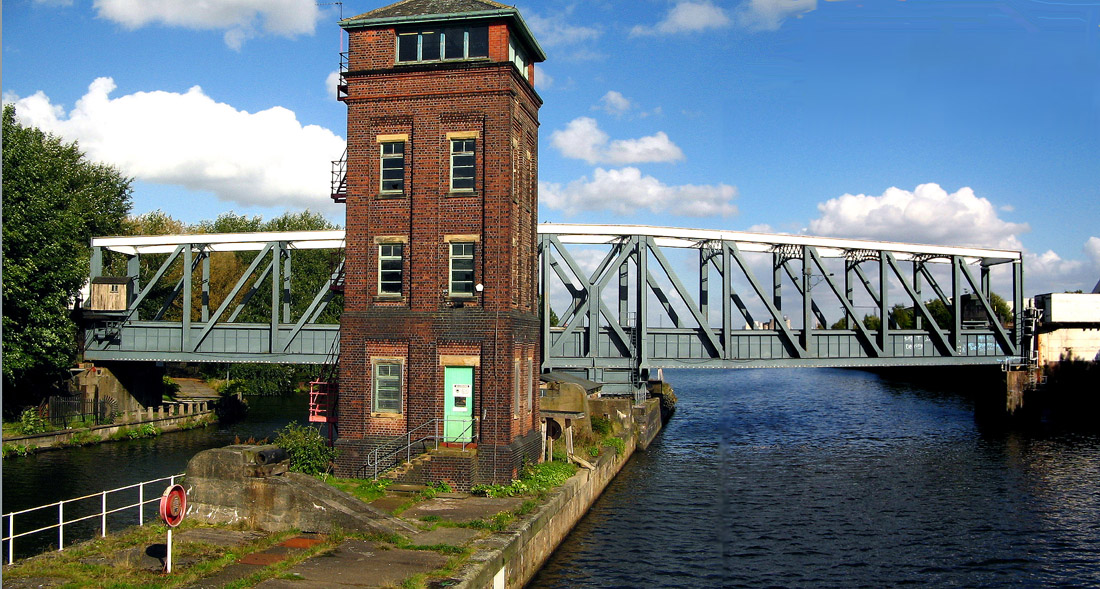
قناة بارتون الدوارة (1893، إنجلترا).

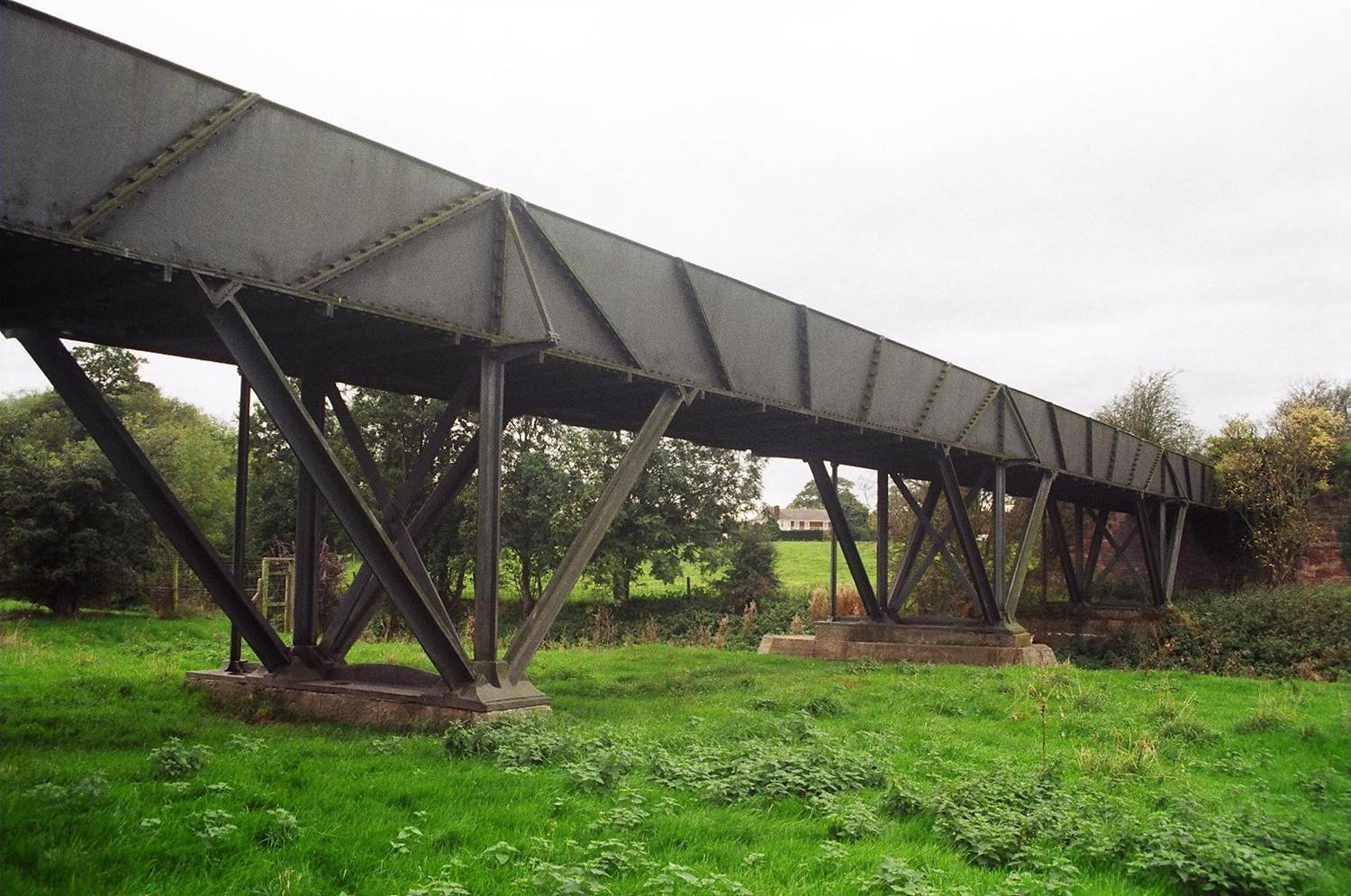
قناة شروسبيري (1796، انجلترا).

القناة الملاحية المرفوعة أو الجسر الملاحي المائي أو القنطرة الملاحية جسر إنشائي يحمل معبر مائي صالح للملاحة فوق الأنهر والوديان والسكك الحديدية أو الطرق. تتميز هذه الهياكل في المقام الأول بحجمها، حيث تحمل كمية أكبر من المياه من باقي قنوات إمدادات المياه. وبالرغم من أن القنوات الرومانية كانت تُستخدم أحيانا لأغراض النقل، لكن هذا النوع من القنوات لم يُستخدم حتى القرن السابع عشر عندما تم حل المشاكل المتعلقة بمستوى قمم القناة.
تاريخيا، ظلت قناة لا لوار الجانبية في فرنسا، تحتل المرتبة الأولى كأطول قناة ملاحية معلقة في العالم منذ 1896 بطول 662 متر. وظل الوضع على هذا الحال حتى القرن الواحد والعشرين، عندما نال جسر ماغديبورغ في ألمانيا هذا اللقب.
وقد كانت القنوات الملاحية المعلقة في وقت مبكر مثل القنوات الثلاث على قناة دو ميدي في فرنسا تتكون من أقواس من الحجر أو الطوب، حيث كانت أطول مسافة ممكن تنفيذها هي 18.3 متر في قناة سيس الفرنسية، التي تم بناؤها عام 1690. ولكن ثقل البناء لدعم الحوض الصغير باستخدام الطين أو المواد التقليدية الأخرى، أدى إلى التفكير باستخدام مواد أقوى وأكثر تحملا، ولم يحدث هذا إلا بعد عام 1796، حيث تم تشييد أول قناة من الحديد المصبوب من قبل توماس تيلفورد على قناة شروسبيري في انجلترا، حيث تم إنشاء قناة بطول إجمالي يبلغ 57 مترا عبر ثلاثة أرصفة وسيطة. وفي غضون عشر سنوات، أكمل تيلفورد قناة بونتسيسيلت بشكل أكثر طموحا على قناة انجولين وفوق نهر دي في ويلز، حيث بلغ مجموع طولها 307 متر، وقد تلاها قنوات الحديد المصبوب أخرى مثل قناة ستانلي فيري عام 1839، بتصميمها المبتكر بطول 50 مترا من خلال تصميم الجسر القوسي النفقي (Through arch bridge ).

## وصلات خارجية
- بعض أهم الأمثلة على القنوات الملاحية المرفوعة
- القنوات الملاحية المعلقة